# Dimitrie Păcurariu
Dimitrie (Dim.) Păcurariu (n. 9 martie 1925, Șcheia, Suceava, România – d. 18 ianuarie 2002, București, România) a fost un eseist, istoric și critic literar român, care a predat ca profesor universitar la Universitatea din București și, de asemenea, la Universitatea Hyperion.

## Biografie
A fost elev la Liceul „Ștefan cel Mare“ din Suceava și apoi la Liceul „Mihai Viteazul“ din București, apoi student al Universității din Cluj, al cărei absolvent a devenit în anul 1949. A lucrat apoi la Biblioteca Academiei Române, pentru ca din anul 1952 să aleagă cariera didactică, la Facultatea de Filologie a Universității din București, unde a parcurs toate gradele universitare până la cel de profesor (1967). În 1954 s-a căsătorit cu Jeanna Păcurariu (n. 25.12.1925 – d. 12.02.2014), șefa redacției de matematică a Editurii Academiei Române. Fiul lor, Dan Păcurariu (n. 21.11.1961-d. 2023), a fost arhitect, profesor la Universitatea Hyperion din București. In anul 2016 a fost condamnat pentru omor si a decedat in inchisoare in anul 2023.
În anii 1963–1964, Dimitrie Păcurariu a fost profesor la Universitatea Sorbona din Paris, iar între anii 1965 și 1967 la Universitatea din Viena. În perioada 1967–1975 a fost decan al Facultății de Filologie a Universității București. A fost invitat la universitățile din Praga, Budapesta, Amsterdam, Berlin, Roma, Napoli. A condus peste 40 de lucrări de doctorat. Din 1990 și până în 2002 a fost profesor și decan al Facultății de Filologie (până în 1996 Filologie – Ziaristică) a Universității Hyperion din București. Aici, a organizat 11 sesiuni științifice de comunicări, cu participare internațională, lucrările prezentate în cadrul acestora fiind publicate în tot atâtea volume, coordonate de el și apărute între 1992 și 2002.
Școala cu clasele I-VIII din Scheia a primit numele de Dimitrie Păcurariu.

## Distincții
- Medalia Muncii (13 octombrie 1964) „cu prilejul aniversarii a 100 de ani de la înființarea Universității din București, pentru activitate îndelungată, contribuție în dezvoltarea științei și merite deosebite în dezvoltarea învățămîntului superior”[5]

## Opera lui Dimitrie Păcurariu
Lucrările lui Dimitrie Păcurariu și circa 100 de articole tratează probleme diverse: cercetări privind opera și scrierile inedite ale unor scriitori români, stilistica literaturii române (identificând, în premieră, un important curent clasic în literatura română), poziția literaturii române în contextul literaturii europene și mondiale, probleme de teoria literaturii și de antropologie culturală.

### Volume
- Ion Ghica. Documente literare inedite, ESPLA, București, 1959
- Ion Ghica, Editura pentru Literatură, București, 1965
- Al. I. Odobescu, Editura Tineretului, București, 1966
- Dimitrie Bolintineanu, Editura Tineretului, București, 1969
- Clasicismul românesc, Editura Minerva, București, 1971
- Clasicism și romantism. Studii de literatură română modernă, Editura Albatros, București, 1973
- Studii și evocări, Editura Cartea Românească, București, 1974
- O carte și șapte personaje (în colaborare cu Claude Pichois), Editura Cartea Românească, București, 1976
- Clasicism și tendințe clasice în literatura română, Editura Cartea Românească, București, 1979
- Dicționar de literatură română. Scriitori, reviste, curente (coordonator și coautor), Editura Univers, București, 1979
- Scriitori și direcții literare. I, Editura Albatros, București, 1981
- Scriitori și direcții literare. II, Editura Albatros, București, 1984
- Teme, motive, mituri și metamorfoza lor, Editura Albatros, București, 1990 (lucrare distinsă cu Premiul „Lucian Blaga“ al Academiei Române)
- Despre timp și spațiu în literatură, Editura Hyperion XXI, București, 1994
- Din povestirile lui Anton Păduraru, proză, Editura „Didactica Nova”, Craiova, 1998
- Curente literare românești și context european, Editura Victor, București, 2000
- Comparatismul azi (coordonator și coautor), Editura Victor, București, 2000
- Poeme simple, poezii, Editura „Didactica Nova”, Craiova, 2000